# Grupo de Teatro de São Pedro da Ribeirinha
O Grupo de Teatro de São Pedro da Ribeirinha é um grupo de teatro regional Açoriano.

## História
Foi fundado em 30 de Setembro de 1998, na Casa do Povo da Ribeirinha. Posteriormente, a 27 de Fevereiro de 2003, desvinculou-se daquela instituição, passando a ter sede social própria, que se deslocou para o antigo Salão de Festas da Ribeirinha, conhecido como "Casa da Lata".
A sua primeira peça teatral foi "Mal falando, bem dizendo". A reconhecida qualidade das suas produções já levou o grupo a actuar no Canadá, onde efectuou diversas apresentações.